# Сказки Юга
«Сказки Юга» (англ. Southland Tales) — фантастический комедийный триллер 2006 года режиссёра и сценариста Ричарда Келли.

## Сюжет
2008 год. С момента ядерного взрыва в Техасе прошло несколько лет. Во всем мире царит военное безумие. Общество США находится в состоянии тотальной слежки и паранойи. Футуристический Лос-Анджелес страдает от последствий социально-экономической и экологической катастроф. Страна находится на пороге новых выборов. За власть борются партия республиканцев, стремящаяся сохранить власть, и неомарксисты, жаждущие подорвать существующую систему. Между собой переплетаются несколько историй, героями которых являются: Боксер Сантарос, он же Иерихон Кейн (Дуэйн Джонсон), кинозвезда и автор загадочного пророческого сценария, способный видеть будущее, страдающий амнезией, зять сенатора; Криста Сейчас (Сара Мишель Геллар), порнозвезда с собственным реалити-шоу на телевидении и любовница Боксера, и офицер Роланд Тавернер (Шон Уильям Скотт) помогающий неомарксистам и разыскивающий брата-близнеца Рональда Тавернера.
Пока республиканская партия во главе с сенатором от штата Калифорния пытается удержать власть при помощи глобального мыслительного резервуара «Америдент», а неомарксистские группировки организовывают подставные убийства, акты шантажа и террористические акты, учёный-изобретатель Барон Вестфален «дарит» Америке альтернативное топливо, являющееся к тому же сильнодействующим наркотиком и с большой вероятностью оказывающее чрезвычайно разрушительное воздействие на Землю и людей. Боксер Сантарос и Роналд Тавернер, оба ничего не помнящие о своем прошлом, пытаются разобраться в этом хаосе.

## В ролях
- Дуэйн Джонсон — Боксер Сантарос.
- Шон Уильям Скотт — Роланд Тавернер/Рональд Тавернер.
- Сара Мишель Геллар — Криста Сейчас.
- Кристофер Ламберт — Уолтер Мунг, продавец оружия в фургоне для мороженого.
- Мэнди Мур — Мэдлин Фрост Сантарос.
- Джастин Тимберлейк — Пилот Абилен, рассказчик. Ветеран войны в Ираке. В фильме исполняет музыкальный номер, сопровожденный клипом.
- Нора Данн — Синди Пиндзики. Режиссёр порнофильмов и член неомарксистского сообщества.
- Джон Ларрокетт — Вон Смоллхауз. Ассистент Бобби Фроста.
- Джон Ловитц — Барт Букман. Офицер U.P.U., тайно работающий на неомарксистов.
- Миранда Ричардсон — Нана Мэй Фрост. Жена сенатора Бобби Фроста и глава Америдента.
- Уоллес Шон — Барон Вестфален. Учёный, изобретший альтернативное топливо под названием «жидкая карма».
- Кевин Смит — Саймон Теори. Безногий ветеран войны в Ираке, работающий на Барона Вестфалена.
- Бай Лин — Серпентина. Ассистентка и любовница Барона Вестфалена.
- Холмс Озборн — Бобби Фрост, сенатор от штата Калифорния, тесть Боксера Сантароса.
- Вуд Харрис — Дион Элемент, театральный актёр, активист неомарксистского движения.
- Чери Отери — Зора Кармайклс.
- Эми Полер — Вероника Мунг, по прозвищу Мечта, театральная актриса, активистка неомарксистского движения, жена Диона.
- Лоу Тэйлор Пуччи — Мартин Кефовер.
- Джанин Гарофало — Тина МакАртур, генерал-лейтенант (этот герой отсутствует в версии для кинотеатров).
- Бет Грант — Инга фон Вестфален.
- Зельда Рубинштейн — Катарина Кунцлер.
- Уилл Сассо — Фортунио Бальдуччи.

## История создания
Ричард Келли написал сценарий фильма незадолго до атаки 11 сентября 2001. В нём присутствовали шантажист, порнозвезда, и два полицейских. После нападений Келли его пересмотрел.
В марте 2004 года Ричард Келли и Cherry Road Films начали создание фильма. Кинопроизводители вошли в переговоры с актерами Шоном Уильямом Скоттом, Сарой Мишель Гэллар, Джейсоном Ли, J, Кевином Смитом и Али Лартер. Моби согласился работать над саундтреком фильма. Ричард Келли сознательно искал актеров, которых он чувствовал, понимал и хотел бы раскрыть их «неоткрытые таланты».
Съемки были намечены на июль 2004 года, однако они не начинались. Дуэйн Джонсон присоединился к проекту в апреле 2005, и основные съемки были намечены на 1 августа 2005 в Лос-Анджелесе. Съёмки «Сказок Юга» начались 15 августа 2005 года, с приблизительным бюджетом 15-17 миллионов долларов.
Ричард Келли послал организаторам Каннского Кинофестиваля в 2006 году сокращенную версию фильма на DVD, предполагая, что фильм не будет принят. Однако, к его удивлению, фильм понравился комиссии, которая предложила сделать его номинантом на Золотую пальмовую ветвь. Однако Келли не успел отредактировать фильм и завершить визуальные эффекты к премьере. Фильм продолжительностью 160 минут был представлен на Каннском Кинофестивале в мае 2006 года. После фестивального выпуска фильма «Сказки юга» были куплены Sony Pictures. Universal Pictures имели первоначальные права на американский прокат, но после Каннского фестиваля права были проданы Sony, хотя Universal Pictures сохранили некоторые международные права.
Ричард Келли искал дополнительное финансирование, чтобы закончить визуальные эффекты для фильма, и договорился о нем с Sony, в обмен на сокращение продолжительности фильма. Келли отредактировал фильм, сведя его к основным сюжетным линиям, связанным с героями, изображаемыми Скоттом, Геллар, и Джонсоном. Также он постарался сохранить музыкальный номер Джастина Тимберлейка на основе песни «All These Things That I’ve Done» группы The Killers, так как чувствовал, что это — сердце и душа фильма.

## Прокат
Фильм вышел в прокат в США — 14 ноября 2007 года, в Великобритании — 7 декабря 2007 года. В США фильм был показан в 63 кинотеатрах, собрав $275 380. Всего фильм собрал $374 743. При бюджете 17 млн $ фильм может считаться кассовым провалом, однако нужно учитывать количество кинотеатров, взявших фильм в прокат.

## Критика
Фильм получил настороженный приём. На Rotten Tomatoes 36 % на основе 91 рецензии, на Metacritic фильм получил 44 из 100, на основе 26 обзоров.

## Саундтрек
1. «Wave Of Mutilation (UK Surf Version)» — Pixies
2. «Oh My Angel» — Bertha Tillman
3. «Howl» (Extended Version) — Black Rebel Motorcycle Club
4. «Look Back In» — Moby
5. «Me & Bobby McGee» — Waylon Jennings
6. «Chord Sounds» — Moby
7. «Lucky Me» — Roger Webb
8. «3 Steps» — Moby
9. «Broken Hearted Savior» — Big Head Todd & The Monsters
10. «Teen Horniness is Not a Crime» — Sarah Michelle Gellar, Abbey McBride and ClarKent
11. «Tiny Elephants» — Moby
12. «Forget Myself» — Elbow
13. «The Star Spangled Banner» — Rebekah Del Rio & the Section Quartet
14. «Three Days» (Live Version) — Jane's Addiction
15. «Memory Gospel» — Moby
16. «Blackout» — Muse